# Зубок, Александр Ефимович
Александр Ефимович Зубок  (май 1893 — 9 сентября 1937) — военный деятель, участник Первой мировой войны, Гражданской войны. Командир и военный комиссар 30-й Иркутской стрелковой дивизии имени ВЦИК (с января 1935). Комбриг (1935).

## Биография
Родился в мае 1893 года в селе Козёл Черниговской губернии в семье заведующего складом сельскохозяйственных орудий при Черниговской уездной земской управе. Украинец. Окончил Черниговскую гимназию в 1913 году. В 1913—1917 годах состоял в партии эсеров. Поступил в Киевский университет. В 1915 году перевелся в Петроградский университет.

### В РИА
В 1916 г. призван в армию и направлен на учёбу в Оренбургскую школу прапорщиков, которую окончил в марте 1917 г. После двухмесячного пребывания в запасном полку (г. Шуя) был направлен в действующую армию, в 22-й Сибирский стрелковый полк 6-й Сибирской стрелковой дивизии. В период октябрьских событий 1917 г. возглавлял солдатский комитет полка, был членом военно-революционных комитетов 5-го Сибирского стрелкового корпуса и Юго-Западного фронта. Последние чин и должность в старой армии — прапорщик, врид командира роты 22-го Сибирского стрелкового полка.

### В РККА
Участник Гражданской войны на Украине. С января 1918 г. — начальник красногвардейского отряда при Черниговском губернском совете. По заданию Черниговского ревкома в 1918 г. полтора месяца служил рядовым в армии гетмана Скоропадского.
С января 1919 года — начальник отряда Черниговского ревкома, с февраля — командир батальона Черниговского губернского военного комиссариата. С сентября 1919 года командир 1-го Черниговского полка. С октября того же года командовал 537-м стрелковым полком.
В августе 1920 г. стал начальником оперативной части штаба 1-й Запорожской дивизии Червонного казачества. С октября 1920 года — помощник командира 2-й бригады той же дивизии. С ноября 1920 года командир 45-го кавалерийского полка. В боях был ранен. Член ВКП(б) с 1920 года.
После Гражданской войны на ответственных должностях в войсках Украинского и Харьковского военных округов.
В феврале 1921 года был назначен командиром 2-й бригады 1-й дивизии червонного казачества. С июля 1921 г. — начальник штаба 17-й кавалерийской дивизии, С апреля 1923 г. — начальник оперативной части 1-го кавалерийского корпуса.
С сентября 1923 года — слушатель Высших академических курсов (ВАК) при Военной академии РККА.
С апреля 1924 года помощник начальника отдела подготовки командного состава Управления боевой подготовки РККА.
С октября 1924 г. — начальник строевой части Высшей кавалерийской школы (переименованной в Кавалерийские курсы усовершенствования командного состава — ККУКС) РККА.
С сентября 1925 года помощник начальника Крымской кавалерийской школы имени Крымского ЦИК по учебно-строевой части.
С сентября 1926 г. — командир 4-го Харьковского кавалерийского полка 1-й Запорожской кавалерийской дивизии.
В декабре 1928 г. назначен командиром 1-й бригады 3-й Бессарабской кавалерийской дивизии имени Г. И. Котовского. Из воспоминаний генерала армии А. В. Горбатова (в 1928 г. назначенного командиром бригады в 3-ю Бессарабскую кавалерийскую дивизию): 

«Первой бригадой командовал хорошо мне знакомый А. Е. Зубок, образованный офицер, долгое время прослуживший начальником штаба дивизии. Я уже знал, что он очень умело организует занятия и учения. У такого есть чему поучиться. Узнав, что через три дня Зубок проводит очередные занятия с командирами, я попросил у него разрешения присутствовать на них. Он не только согласился, но и предложил взять у него ряд методических разработок. Большую пользу принесли мне его советы по организации учений».— 
В 1931 году окончил КУВНАС при Военной академии имени М. В. Фрунзе. С 1 марта 1931 по ноябрь 1932 года начальник штаба 2-го кавалерийского корпуса.
С ноября 1932 года начальник и военный комиссар Киевской пехотной школы имени Рабочих Красного Замоскворечья. С декабря 1933 года начальник и военный комиссар Школы червонных старшин имени ВУЦИК.
С января 1935 года командир и военный комиссар 30-й Иркутской стрелковой дивизии имени ВЦИК. 16 августа 1936 года был награждён орденом Красной Звезды.
С мая 1937 года состоял в распоряжении Управления по начсоставу РККА.

### Арест, расстрел, реабилитация
Арестован 8 июня 1937 года. Военной коллегией Верховного суда СССР 8 сентября 1937 года по обвинению в участии в военном заговоре приговорен к расстрелу. Приговор приведен в исполнение 9 сентября 1937 года. Определением Военной коллегии Верховного суда СССР от 8 сентября 1956 года реабилитирован.

## Награды
- Орден Красного Знамени (1933. Знак ордена № 113)[3].
- Орден Красной Звезды(16.08.1936. Знак ордена № 1368)[4][5].

## Воинские чины и звания
- Нижний чин
- Прапорщик[6]
- Комбриг (26.11.1935 приказ НКО № 2484).

## Память
- Его имя увековечено в Главном Храме Вооружённых сил России, и навсегда запечатлено на мемориале «Дорога Памяти»[7].